# Аеродром Осло
Међународни аеродром Осло-Гардермоен (норв. Oslo Gardermoen lufthavn) (IATA: OSL, ICAO: ENGM) је главни аеродром који опслужује норвешку престоницу Осло, Норвешка, поред аеродрома Сандефјрод-Торп. Аеродром је смештен 35 km североисточно од Осла, у области Акерсхус.
Аеродром Осло-Гардермоен је други по промету у Скандинавији, после Стокхолмске Арланде. 2018. године кроз овај аеродром је прошло преко 28,5 милиона путника.
На Аеродрому Гардермонен је седиште авио-превозника „Норвиџан ер шатл”, „Скандинејвијан ерлајнс систем” и „Видерое”. Поред тога, аеродром је авио-чвориште за „ТУИ Флај Нордик” и „Томас Кук Ерланјс Скандинавија”.